# Pacificothemis esakii
Pacificothemis esakii – gatunek ważki z rodziny ważkowatych (Libellulidae); jedyny przedstawiciel rodzaju Pacificothemis. Endemit wyspy Pohnpei w Mikronezji.